# صالح باشا المك
صالح باشا المك أو صالح ود المك (1828م–1890م)، قائد سوداني في الجيش التركي في السودان، في فترة التركية السابقة، وينتمي إلي عائلة العدلاناب من قبيلة الشايقية. وقد خاض معاركاَ عديدة عديدة ضد الثورة المهدية.

## نسبه
صالح باشا بن الأرباب المك بن الأرباب علي بن ضياب بن الملك محمد سميح بن الملك علي بن الملك محمد العادل (جد العدلاناب) بن الملك صالح بن محمد كدنقا بن شايق (جد الشايقية).

## حياته
ولد بمروي، وينتمي صالح باشا المك إلى قبيلة الشايقية العربية الشهيرة بالسودان، من عدلاناب حلفاية الملوك، وعائلة العدلاناب هي التي كانت تحكم مملكة العدلاناب، إحدى الممالك الأربع المكونة لمملكة الشايقية.
وانضم إلى الفرقة الشايقية العاملة بالجيش التركي المصري، وعمل بالجزيرة وغيرها، وكان من المفروض أن ينضم إلى جيش الشلالي الذي أبيد في قدير عام 1822م. وظل يحارب بالجزيرة إلى أن اعتقله محمد الطيب البصير بالمسلمية عام 1884م. وسجن إلى أن سقطت الخرطوم، فعفا عنه المهدي.

## وفاته
توفي عام 1890م، بالقطينة.